# Közép-Európai Sajtó és Média Alapítvány
A Közép-Európai Sajtó és Média Alapítvány (röviden KESMA, angolul: Central European Press and Media Foundation, röviden CEPMF) 2018-ban alapított magyar alapítvány. Az alapítvány létrehozását a nemzetközi szervezetek és a magyar független média magyar adópénzen fenntartott, manipulációs tevékenységet folytató „fideszes médiabirodalomként” jellemzik, amelyet az Orbán-kormány propagandacéljaira használ. Az alapítvány élére Fidesz-közeli személyek kerültek azért is, mert addig is csak fideszes kötődésű médium vált a részévé. A kormány az alapítványt „nemzetstratégiai jelentőségűnek” minősítette.

## Az Alapítvány alapító okiratának preambuluma
…az időszaki sajtó szabad nemzetnél hivatva van, hogy legyen óramutató a nemzet életében; legyen hajnalcsillaga a világosság napjának; legyen a jelennek izzadó munkása, mely a jövendőt előkészíti, legyen élesztő fuvalma a rejtekben csillámló szellemszikrának; legyen őre a jogszerűségnek, reményhorga a szenvedőnek, a bűnnek ostora, a szerény érdem koszorúzója; legyen zászló, mely körül szellemi tábort üssenek, kiket egyenlő elvek vezetnek, kiknek szívökben egyenlő érzelem ég.
Magyarország, valamint vele együtt a visegrádi térség országai, mint már közös történelmük során oly sokszor, ismét korszakalkotó szerepet vállaltak magukra Európában. Az elkövetkező évek, évtizedek döntésein múlik egy olyan közösség kiépítése a Kárpát-medencében és a tágabb értelemben vett visegrádi térségben, mely a keresztény – nemzeti értékeket közösen vallja, örökül kapott identitását megőrzi, a nemzetét érintő sorsfordító kérdésekben együttesen fellép, s értékeinket szem előtt tartva elismerést vív ki magának.
A múlt, a jelen és a jövő magyarjai közötti szövetséget mi magunk építjük, felelősséget viselünk egymásért, ezért a nemzetet szolgáló feladatok támogatása is közös kötelezettségünk. Hisszük, hogy nemzetünk jövője szorosan összefügg közösségünk művelődésével, keresztény kultúránk megőrzésével, így mindennapi tájékozódásunkkal is. A magyar írott és elektronikus sajtónak a közösségi összetartozás erősítésében, a közös jövőnkről szóló gondolkodás megalapozásában elvitathatatlan szerepe és felelőssége van.
Hisszük, hogy a nemzeti, keresztény értékeinket közösen vallva, és a mai kor eszközeivel felvértezve, a jelenlegi és az előttünk álló évtizedek kérdéseire nemzeti alapon önálló válaszokat adhatunk. Ettől a céltól vezéreltetve, feladatunknak tekintjük azon előfeltételek megteremtését, kezdeményezések és megoldások támogatását, mely a nemzetünk jelen és jövő időben való felelős tájékoztatását szolgálja, közép-európai barátainkkal együtt a korszakoltó szerepvállalásunkat elősegíti.

## Az Alapítvány alapító okiratában szereplő célok
Az Alapítvány célja, hogy a magyar tömegtájékoztatás részét képező nyomtatott sajtó, rádió, tv, online felületeinek értékteremtő valamint a magyar nemzeti öntudat erősödését szolgáló tevékenységét elősegítse. Mindehhez kapcsolódóan elsődleges cél az alaptörvény IX. és XI. cikkeiben foglalt alapvető értékek biztosítása. Így különösen a magyar helyi (megyei, városi, lokális) sajtó támogatása, a helyi közösségek minél teljesebb értékű tájékoztatása érdekében végzett terjesztésük és közösségépítő munkájuk fenntartása. Ezáltal célunk a magyar írott sajtó megőrzése, valamint olyan strukturális együttműködések kialakítása a média más felületeivel (tv, rádió, online), amelyek hosszútávra biztosítják a hagyományos, nyomtatott magyar sajtó-kultúra megőrzését.
Cél továbbá azon előfeltételek biztosítása és előteremtése a Kárpát-medencén belül és kívül, amelyek segítik, hogy a média megnövekedett társadalmi felelősségéből fakadó kérdésekre hiteles elméleti és gyakorlati válaszokat adjon (ez érinti a szerepvállalási, a fenntarthatósági, valamint az etikai kérdéseket is). Célja ezen túl, hogy az Alapítvány kutatási, oktatási, tehetséggondozó és más szervezési, közösségszervezői tevékenységével hozzájáruljon a nemzeti értékeken alapuló magyar közbeszéd formálásához, valamint közösségünk következő, nemzeti értékeket valló nemzedékének felneveléséhez.

## Története
Az alapítvány létesítő okiratának kelte 2018. augusztus 30-ra datálható. Az alapítvány létrehozásának jogerőre emelkedésének időpontja 2018. szeptember 11.
2018. november 28-ig 10 médiavállalkozásban  szerzett többségi tulajdont a Közép-Európai Sajtó és Média Alapítvány. Az alapítvány kuratóriuma a médiavállalkozások jövőbeli működtetésével kapcsolatos feladatok elvégzésére Liszkay Gábort kérte fel. Az alapítványnak kormányközeli, pontosabban: fideszes, Orbán miniszterelnök személyi, illetve baráti körébe tartozó, vele feltétel nélkül szolidáris üzletemberek, és állami posztokat betöltő személyek mindenféle ellenszolgáltatás nélkül, áldozatként ajánlották fel a több tízmilliárdos értékű médiaérdekeltségeiket. 2018. november 29-én a The New York Timesban megjelent cikk szerint, a több mint egy tucat médiatulajdonos önzetlen és szabad döntése eredményeként egyetlen kormányközeli szervezet tulajdonosi hányada alapján több mint 400 médiacég felett gyakorolhat kontrollt.
2018. december 5-én jelent meg a Magyar Közlönyben, hogy Magyarország Kormánya nemzetstratégiai jelentőségűvé minősítette az ECHO HUNGÁRIA TV Televíziózási, Kommunikációs és Szolgáltató Zrt, a Magyar Idők Kiadó Kft, a New Wave Media Group Kommunikációs és Szolgáltató Kft, továbbá az OPUS PRESS Zrt. megszerzését.
A MÚOSZ szerint alkotmány sértő közérdeknek minősíteni a Fidesz-alapítvány felállását, miután az Orbán-kormány a fúziót „nemzetstratégiai jelentőségűnek” minősítette, amit így sem a Gazdasági Versenyhivatalnak (GVH), sem a Médiatanácsnak nem kell vizsgálnia.
A MÚOSZ álláspontja szerint a szabad és független tájékoztatás az ország összes állampolgárának érdeke, ellenben a mindent maga alá gyűrő pártsajtó-cég megteremtése nem közügy, sőt ellentétes a közérdekkel. Ezzel nyilvánvalóan a kormánypárt is tisztában van, hiszen a hatósági vizsgálat megúszását szolgáló kormányrendeletben – példátlan módon – semmilyen indoklás nem szerepel, az utólagos szóbeli magyarázat pedig olyan érveket említ (a nyomtatott médiakultúra és a megyei lapok megőrzését), amit egy tévécsatornákat, rádióadókat és online platformokat is tömörítő médiacsoport esetében Európa egyetlen államában sem venne senki komolyan.
A Mérték médiakutató szerint az alapítvány létrehozása  a médiatörvényt is több ponton sérti.
Az MSZP 2018 decemberében bejelentette, hogy pert indít a Médiatanács ellen mulasztás címén, miután a szervezet nem lépett fel az alapítvánnyal szemben, mikor az irányítást szerzett az Opus Press, az Echo TV, a New Wave Media Group és a Magyar Idők Kiadó felett. Bár a „nemzetstratégiai jelentőségű” minősítés kizárja a GVH és a Médiatanács vizsgálatát, Őrsi Gergely, az MSZP budapesti alelnöke szerint a bíróságnak joga van arra kötelezni a Médiatanácsot, hogy vizsgálja ki az esetet. Ujhelyi István, az MSZP EP-képviselője szerint az alapítvány sérti az Európai Unió alapszerződését, az EU alapjogi chartáját, valamint az állami finanszírozásokra vonatkozó uniós rendeleteket is, ezért panasszal fordul az uniós versenyjogi biztoshoz, az Európai Parlament gazdasági és monetáris bizottságához (ECON), valamint az Európai Parlament belső piaci és fogyasztóvédelmi bizottságához (IMCO).
Szél Bernadett és Szabó Szabolcs független képviselők is bejelentették, hogy az Alkotmánybírósághoz fordulnak az ügyben. Szabó szerint nem elég egy rendelettel közérdekűvé minősíteni az alapítványt, be is kell bizonyítani, hogy az miért számít annak. Szél szerint a rendelet sérti az alaptörvényt, mert nem valósulhat meg az emberek sokszínű tájékoztatáshoz való joga. Kunhalmi Ágnes, az MSZP választmányi elnöke pedig arra emlékeztetett, hogy 2010-ben a Médiatanács nem engedélyezte az Axel Springer és a Ringier magyarországi leányvállalatainak fúzióját. Az Alkotmánybíróság viszont utóbb kimondta, hogy szerintük a KESMA „nemzetstratégiaivá” minősítése nem ütközik alkotmányos aggályokba. Egyes humoristák szerint pedig ez az angol-magyar mozaikszó pedig CASH-MA sokatmondó rövidítése az orbáni rendszer sajátosan értelmezett sajtó és média szabadság értelmezésének, az arcátlan és szinte totális kiépítését illetően.[forrás?]
2019. február 4-én az alapítvány kuratóriumának elnöke, Varga István bejelentette lemondását, miután kritikus véleményt fogalmazott meg bizonyos kormányközeli médiumokról.
2019 februárjában az Európai Bizottság is elkezdett foglalkozni az alapítvánnyal a magyarországi médiahelyzet kapcsán, mert tudni szeretnék, hogy a KESMA megléte milyen hatást gyakorol az ország sajtójának többszínűségére. Magyarország sajtóhelyzetét már a testület 2017-es vizsgálata is aggasztónak látta, kiemelve a függetlenség hiányát és a politikai beavatkozások okozta piactorzulást. Bár 470 sajtóterméket ajándékoztak a tulajdonosok az alapítványnak, ezek értékhatára így sem érte el a bizottság hatáskörébe tartozó értékküszöböt. A témáról folyó vita során Bocskor Andrea, a Fidesz EP-képviselője úgy nyilatkozott, hogy „valószínűleg azért van problémájuk a magyar sajtóval a kritikus képviselőknek, mert itt egy konzervatív-keresztény értékeket közvetítő és egy nyomtatott médiát megmentő céllal létrehozott nemzeti stratégiailag fontos projektről van szó.” Bocskor szerint 69 százalékban még mindig kormánykritikus a magyar média és csak 31 százalékban kormánybarát. Később úgy pontosított, hogy a 69:31 arányú kormánykritikus túlsúly említésekor a médiumok fogyasztói elérésére gondolt: a kormánykritikus médiumokat szerinte 3 millióval többen keresik tájékozódásra, mint a kormánypárti sajtótermékeket. A kormányközeli állításokat, miszerint ellenzéki médiafölény lenne, a Mérték és az Átlátszó 2019 áprilisában publikált számítása részben cáfolta, számításaik alapján  a Fidesz-közeli médiumok árbevétel alapján számított részaránya a magyar médiapiacon 2017-ben legalább 77,8 százalékot tett ki.  A fogyasztói elérés alapján számított kormánykritikus túlsúlyt a teljes médiapiacra nézve számítások nem igazolták, azonban vannak kutatások, amelyek az online médiára nézve a Bocskor által említetthez hasonló arányú kormánykritikus túlsúlyt mutattak be az online híroldalak piacán. A Mérték és az Átlátszó számítása miatt már a KESMA meglétével egészítették ki azt az Európai Bizottsághoz benyújtott médiaügyi panaszt, amit már az alapítvány felállása előtt elküldtek a testületnek a fideszes médiatúlsúly miatt. 2019 augusztusára el is készült az a tanulmány, amit az EP megbízásából az alapítványról írt a firenzei székhelyű Médiapluralizmus és Médiaszabadság Központ. Eszerint megállapítható, hogy a KESMA kockázatot jelent a magyar sajtó sokszínűségére, mert aggodalomra ad okot, hogy több száz médiatermék szerkesztése egyetlen, a Fideszhez köthető vezetésű alapítvány kezében van.
2019 februárjának végén az alapítvány székhelye Liszkay Gábor balatonföldvári nyaralójából átkerült Budapestre, a Mediaworks székházába, a megszüntetett Népszabadság szerkesztőségi épületébe.
2019. március 22-től Szánthó Miklós, az Alapjogokért Központ igazgatója lett az alapítvány kuratórium elnöke, a kuratóriumba bekerült Hegedűs Zoltán Szabolcs, a felszámolás alá került Új Média és Teletext Szolgáltató Kft. volt ügyvezetője.
Egyértelműen kimutatható volt az is, hogy az alapítványt alkotó médiumok a Fidesz-kormány hirdetéseit elosztó New Land Media Kft.-n keresztül kapták bevételeik legnagyobb részét.
Kovács Zoltán, az Orbán-kormány nemzetközi kommunikációért felelős államtitkára szerint a KESMA azért „nemzetstratégiai jelentőségű”, mert ennek segítségével végre sikerült elérni, hogy „a magyar sajtó közel 50 százaléka a kormány álláspontját közvetítse”.
2020. január 29-én született újabb ítélet annak a feljelentésnek nyomán, amit a Szabad Pécs és a TASZ tett az alapítvány ügyében még 2018-ban az odakerülő médiumok miatt. Ez alapján a Fővárosi Törvényszék szerint a GVH nem megfelelő jogi formában adott engedélyt a KESMA és több kiadó egyesülésére, melyet a GVH, mint „formai hibát” egy napon belül ki is javított, hogy az megfeleljen a hatályos jogszabályoknak.
2020. április 9-én  Liszkay Gábor, a KESMA alapítója közleményben tudatta, hogy távozik az alapítvány éléről. Helyére Szabó László, volt washingtoni nagykövet került.
Közben a KESMA egyik lapja, a Dunántúli Napló kihagyta Pécs 2019-ben megválasztott, ellenzéki polgármesterét, Péterffy Attilát egy 2020 júniusi tudósításból, ahol a Katolikus Karitász pécsi központjának átadása volt a téma.
2022. szeptember 30-án a Magyar Közlönyben megjelent, hogy az állami Nemzeti Sportügynökség (NSÜ) aznap este 22 órától az N. S. Média és Vagyonkezelő Kft. tulajdonosa, és ezzel egy időben az NSÜ az MTI útján közleményt adott ki mint a Nemzeti Sport kiadójának új tulajdonosa. Ugyanakkor a korábbi tulajdonos, a Mediaworks az eladást nem erősítette meg, de a logója lekerült a sportlap weblapjáról.
2023 márciusában adta közre az Európai Parlament a magyar médiahelyzetet elemző jelentését, amely azután készült el, hogy 2022. november 2-4. között a küldöttség kormányzati és ellenzéki politikusokkal, állami hatóságok vezetőivel, újságírókkal, oktatási, kulturális intézmények, civil szervezetek képviselőivel. A jelentésben, melyben a KESMA külön is megemlítésre került a delegáció komoly aggályokat fogalmazott meg a médiaszabadság és pluralizmus, az akadémiai szabadság, a jogállamiság és az alapvető jogok magyarországi helyzetével kapcsolatban. A kormányközeli szereplők ettől függetlenül azt közölték a  küldöttség tagjaival, hogy szerintük „Magyarországot a normalitás, a társadalmi és gazdasági jólét, a politikai feszültségek hiánya és a társadalomnak a Fidesz ideológiai irányvonalához való erős ragaszkodása jellemzi.” Koltay András, a Nemzeti Média- és Hírközlési Hatóság elnöke ugyanakkor bizonyos kérdéseket provokatívnak minősített, és távozóban megkérte a delegációt, hogy ne jöjjön többet Magyarországra.
Arra az ízléstelen gyakorlatra is többször volt példa alapítványi internetes lapoknál, hogy híres emberek névrokonainak halálhírét megtévesztően közölték.

### A kuratórium elnökei
| Időszak   | Név            | Forrás |
| --------- | -------------- | ------ |
| 2018–2019 | Varga István   |        |
| 2019–2022 | Szánthó Miklós | [ 41 ] |
| 2022–     | Liszkay Gábor  | [ 2 ]  |

## A tulajdonában álló legismertebb médiatermékek

### Nyomtatott média
| Név                  | Típus             | Terjesztés                                   | Közvetlen tulajdonos                                             |
| -------------------- | ----------------- | -------------------------------------------- | ---------------------------------------------------------------- |
| 24 óra               | napilap           | regionális (Komárom-Esztergom vármegye)      | Mediaworks                                                       |
| Autó-Motor           | kéthetilap        | országos                                     | Híd Rádió Rt., Axel Springer, majd Mediaworks                    |
| Békés Megyei Hírlap  | napilap           | regionális (Békés vármegye)                  | Mediaworks                                                       |
| Bors                 | napilap           | országos                                     | Lapcom → Andy Vajna, majd Mediaworks                             |
| Bors Extra           | időszaki          | országos                                     | Lapcom → Andy Vajna, majd Mediaworks                             |
| Délmagyarország      | napilap           | regionális (Csongrád-Csanád vármegye)        | Lapcom → Andy Vajna, majd Mediaworks                             |
| Észak-Magyarország   | napilap           | regionális (Borsod-Abaúj-Zemplén vármegye)   | Inform Média Kft. → Heinrich Pecina, majd Mediaworks             |
| Fanny                | hetilap           | országos                                     | Mediaworks                                                       |
| Fanny Konyha         | havilap           | országos                                     | Mediaworks                                                       |
| Fejér Megyei Hírlap  | napilap           | regionális (Fejér vármegye)                  | Mediaworks                                                       |
| Hajdú-Bihari Napló   | napilap           | regionális (Hajdú-Bihar vármegye)            | Inform Média Kft. → Heinrich Pecina, majd Mediaworks             |
| Heves Megyei Hírlap  | napilap           | regionális (Heves vármegye)                  | Mediaworks                                                       |
| Hot!                 | hetilap           | országos                                     | Mediaworks                                                       |
| Hot! Extra           | időszaki          | országos                                     | Mediaworks                                                       |
| Kelet-Magyarország   | napilap           | regionális (Szabolcs-Szatmár-Bereg vármegye) | Inform Média Kft. → Heinrich Pecina, majd Mediaworks             |
| Kisalföld            | napilap           | regionális (Győr-Moson-Sopron vármegye)      | Lapcom → Andy Vajna, majd Mediaworks                             |
| Lakáskultúra         | havilap           | országos                                     | Mediaworks                                                       |
| LikeBalaton Magazin  | ingyenes időszaki | országos                                     | Mediaworks                                                       |
| Metropol             | ingyenes napilap  | regionális (Budapest)                        | Megapolis Zrt. → Fonyó Károly                                    |
| Magyar Nemzet        | napilap           | országos                                     | Magyar Idők Kft. → Liszkay Gábor                                 |
| Napló                | napilap           | regionális (Veszprém vármegye)               | Mediaworks                                                       |
| Nógrád Megyei Hírlap | napilap           | regionális (Nógrád vármegye)                 | Mediaworks                                                       |
| Petőfi Népe          | napilap           | regionális (Bács-Kiskun vármegye)            | Mediaworks                                                       |
| Somogyi Hírlap       | napilap           | regionális (Somogy vármegye)                 | Mediaworks                                                       |
| Szabad Föld          | hetilap           | országos                                     | Mezőgazda Lap- és Könyvkiadó Kft. → Puch László, majd Mediaworks |
| SZAKma               | havilap           | országos                                     | Mediaworks                                                       |
| Szuperinfó           | reklámújság       | országos                                     | Lapcom → Andy Vajna, majd Mediaworks                             |
| Tolnai Népújság      | napilap           | regionális (Tolna vármegye)                  | Mediaworks                                                       |
| Új Dunántúli Napló   | napilap           | regionális (Baranya vármegye)                | Mediaworks                                                       |
| Új Néplap            | napilap           | regionális (Jász-Nagykun-Szolnok vármegye)   | Mediaworks                                                       |
| Vas Népe             | napilap           | regionális (Vas vármegye)                    | Mediaworks                                                       |
| Vasárnap Reggel      | hetilap           | országos                                     | Mediaworks                                                       |
| Vidék Íze            | havilap           | országos                                     | Mediaworks                                                       |
| Vitorlázás Magazin   | kéthavilap        | országos                                     | Mediaworks                                                       |
| Zalai Hírlap         | napilap           | regionális (Zala vármegye)                   | Mediaworks                                                       |

### Digitális média
| Név               | Típus             | Terjesztés | Korábbi tulajdonos                        |
| ----------------- | ----------------- | ---------- | ----------------------------------------- |
| agrokep.vg.hu     | internetes portál | online     | Mediaworks                                |
| astronet.hu       | internetes portál | online     | Mediaworks                                |
| bama.hu           | internetes portál | online     | Mediaworks                                |
| baon.hu           | internetes portál | online     | Mediaworks                                |
| beol.hu           | internetes portál | online     | Mediaworks                                |
| boon.hu           | internetes portál | online     | Mediaworks                                |
| borsonline.hu     | internetes portál | online     | Mediaworks                                |
| csupasport.hu     | internetes portál | online     | Mediaworks                                |
| delmagyar.hu      | internetes portál | online     | Mediaworks                                |
| dietaesfitnesz.hu | internetes portál | online     | Mediaworks                                |
| duol.hu           | internetes portál | online     | Mediaworks                                |
| feol.hu           | internetes portál | online     | Mediaworks                                |
| figyelo.hu        | internetes portál | online     | Mediaworks                                |
| haon.hu           | internetes portál | online     | Mediaworks                                |
| heol.hu           | internetes portál | online     | Mediaworks                                |
| hirvilag.hu       | hírgyűjtő oldal   | online     | nem létezett                              |
| kemma.hu          | internetes portál | online     | Mediaworks                                |
| kisalfold.hu      | internetes portál | online     | Mediaworks                                |
| lakaskultura.hu   | internetes portál | online     | Mediaworks                                |
| life.hu           | internetes portál | online     | New Wave Media Group Kft. → Matolcsy Ádám |
| likebalaton.hu    | internetes portál | online     | Mediaworks                                |
| magyarnemzet.hu   | internetes portál | online     | Mediaworks                                |
| mainap.hu         | hírgyűjtő oldal   | online     | ismeretlen                                |
| metropol.hu       | internetes portál | online     | Mediaworks                                |
| mindmegette.hu    | internetes portál | online     | Mediaworks                                |
| newsfeed.hu       | hírgyűjtő oldal   | online     | New Wave Media Group Kft. → Matolcsy Ádám |
| nool.hu           | internetes portál | online     | Mediaworks                                |
| origo.hu          | internetes portál | online     | New Wave Media Group Kft. → Matolcsy Ádám |
| ripost.hu         | internetes portál | online     | Mediaworks                                |
| she.hu            | internetes portál | online     | New Wave Media Group Kft. → Matolcsy Ádám |
| sonline.hu        | internetes portál | online     | Mediaworks                                |
| szabadfold.hu     | internetes portál | online     | Mediaworks                                |
| szegedma.hu       | internetes portál | online     | Napfénymédia és Marketing Kft.            |
| szoljon.hu        | internetes portál | online     | Mediaworks                                |
| szon.hu           | internetes portál | online     | Mediaworks                                |
| teol.hu           | internetes portál | online     | Mediaworks                                |
| vaol.hu           | internetes portál | online     | Mediaworks                                |
| veol.hu           | internetes portál | online     | Mediaworks                                |
| videkize.hu       | internetes portál | online     | Mediaworks                                |
| vg.hu             | internetes portál | online     | Mediaworks                                |
| zaol.hu           | internetes portál | online     | Mediaworks                                |

2024 közepétől a PestiSrácok.hu portál cikkeit is a Mediaworks álltja elő, miután a tulajdonos, a Media Vivantis Zrt. kiszervezte a tartalomgyártást. A szerkesztőség csapata a Mediaworks munkavállalói lettek, csak a kiadói jogokat tartotta meg a tulajdonos.

### Rádió- és tévécsatornák
| Név         | Típus     | Terjesztés | Korábbi tulajdonos                                              |
| ----------- | --------- | ---------- | --------------------------------------------------------------- |
| Hír FM      | rádió     | regionális | Magyar Idők Kft. → Liszkay Gábor, majd Mediaworks               |
| Hír TV      | televízió | országos   | HírTV Műsorszolgáltató és Hirdetésszervező Zrt. → Nyerges Zsolt |
| Retro Rádió | rádió     | országos   | Hold Reklám Kft.                                                |

### Szolgáltatások
| Név              | Típus                       | Terjesztés | Korábbi tulajdonos                        |
| ---------------- | --------------------------- | ---------- | ----------------------------------------- |
| Freemail         | internetes levelezőrendszer | online     | New Wave Media Group Kft. → Matolcsy Ádám |
| ingatlanbazar.hu | internetes portál           | online     | Mediaworks                                |
| jegyed.hu        | internetes portál           | online     | Mediaworks                                |
| köpönyeg.hu      | internetes portál           | online     | New Wave Media Group Kft. → Matolcsy Ádám |
| lapcentrum.hu    | internetes portál           | online     | Mediaworks                                |
| travelo.hu       | internetes portál           | online     | Mediaworks                                |
| tvmusor.hu       | internetes portál           | online     | Mediaworks                                |
| videa.hu         | internetes videomegosztó    | online     | New Wave Media Group Kft. → Matolcsy Ádám |

A fent bemutatott médiavállalkozásokban, melyek tevékenysége a rádiós és televíziós médiaszolgáltatásra, online tartalomszolgáltatásra és nyomtatott sajtótermékek kiadására terjed ki, és piaci részesedésük 20 százalék alatti, az Alapítvány különböző felajánlások, illetőleg adományok alapján 2018 novemberében tulajdonrészt szerzett. Ennek megfelelően az ezzel kapcsolatos cégbírósági eljárásokat az Alapítvány elindította. A médiavállalkozások jövőbeli működtetésével kapcsolatos feladatok ellátására a Kuratórium dr. Liszkay Gábort kérte fel.
Az Alapítványhoz újabb felajánlások érkeztek, az OPUS PRESS Zrt., Echo Hungaria TV Zrt., New Wave Media Group Kft. és a Magyar Idők Kft. tulajdonosai felajánlották az érintett médiaszolgáltatókat és tulajdonukban lévő médiumokat az Alapítvány számára. Az Alapítvány tulajdonszerzése ezen médiaszolgáltatókban a versenytörvény hatálya alá esik, ezért az érintett cégekkel egyetemben az Alapítvány összefonódás bejelentése tárgyában a Gazdasági Versenyhivatalhoz fordult.
Az Alapítvány az alapító okiratának megfelelően nonprofit módon működik. A tulajdonában álló gazdasági társaságok bevételeit az Alapító Okiratban foglalt célok megvalósítására fordítja.

## Korábban tulajdonában álló sajtó- és médiatermékek
| Név                   | Típus             | Terjesztés                                 | Státusz                           |
| --------------------- | ----------------- | ------------------------------------------ | --------------------------------- |
| 888.hu                | internetes portál | online                                     | beolvadt egy másik termékbe       |
| Bravo                 | havilap           | országos                                   | megszűnt                          |
| Déli Szó              | ingyenes hetilap  | regionális (Szeged környéke)               | megszűnt                          |
| Diéta és Fitnesz      | havilap           | országos                                   | megszűnt                          |
| Dunaújvárosi Hírlap   | napilap           | regionális (Fejér vármegye)                | beolvadt egy másik termékbe       |
| Echo TV               | televízió         | országos                                   | megszűnt                          |
| Érdi Újság            | ingyenes hetilap  | Érd és környéke                            | eladták                           |
| faktor.hu             | internetes portál | online                                     | megszűnt                          |
| Figyelő               | hetilap           | országos                                   | megszűnt                          |
| FourFourTwo           | havilap           | országos                                   | megszűnt                          |
| Gong Rádió            | rádió             | regionális (Bács-Kiskun és Csongrád megye) | fúzióra lépett egy másik rádióval |
| Hello!                | havilap           | országos                                   | megszűnt                          |
| HírNY8LC              | ingyenes hetilap  | regionális                                 | megszűnt                          |
| hirnyolc.hu           | internetes portál | online                                     | megszűnt                          |
| Képes Sport           | hetilap           | országos                                   | megszűnt                          |
| LifeTV                | televízió         | országos                                   | eladták                           |
| Lokál                 | ingyenes napilap  | nagyvárosok                                | megszűnt                          |
| Lokál Extra           | ingyenes hetilap  | nagyvárosok                                | megszűnt                          |
| Manager Magazin       | havilap           | országos                                   | megszűnt                          |
| Mandiner              | hetilap           | országos                                   | eladták                           |
| mandiner.hu           | internetes portál | online                                     | eladták                           |
| Mindmegette Magazin   | kéthavilap        | országos                                   | megszűnt                          |
| Nemzeti Sport         | napilap           | országos                                   | eladták                           |
| nemzetisport.hu       | internetes portál | online                                     | eladták                           |
| Nemzeti Sport Magazin | időszaki          | országos                                   | eladták                           |
| OzoneTV               | televízió         | országos                                   | eladták                           |
| Part FM               | rádió             | regionális                                 | megszűnt                          |
| reblog.hu             | internetes portál | online                                     | megszűnt                          |
| Ripost7               | hetilap           | országos                                   | megszűnt                          |
| sportslife.hu         | internetes portál | online                                     | megszűnt                          |
| sulilife.hu           | internetes portál | online                                     | megszűnt                          |
| Test&Lélek            | havilap           | országos                                   | megszűnt                          |
| thatslife.hu          | internetes portál | online                                     | megszűnt                          |
| unilife.hu            | internetes portál | online                                     | megszűnt                          |
| Világgazdaság         | napilap           | országos                                   | megszűnt                          |
| VS.hu                 | internetes portál | online                                     | megszűnt                          |